# جون أوكمان
جون أوكمان (بالإنجليزية: John Oakman)‏ (1748 في المملكة المتحدة - 1 أكتوبر 1793، وستمنستر في المملكة المتحدة)؛ كاتب أغاني، نقاش وروائي بريطاني.